# اچ‌ام‌اس بیور (۱۹۱۱)
اچ‌ام‌اس بیور (۱۹۱۱) (به انگلیسی: HMS Beaver (1911)) یک کشتی بود که طول آن ۷۵ متر (۲۴۶ فوت) بود. این کشتی در سال ۱۹۱۱ ساخته شد.